# Хусейн ибн Хармиль
Изз ад-Дин Хусейн ибн Хармиль аль-Гури (перс. حسین بن خرمیل‎), более известный как Ибн Хармиль — иранский военачальник на службе у династии Гуридов, а позже полунезависимый правитель Герата и его окрестностей. Известен своим участием в кампаниях Мухаммада Гури на Индийском субконтиненте.

## Происхождение и ранняя карьера

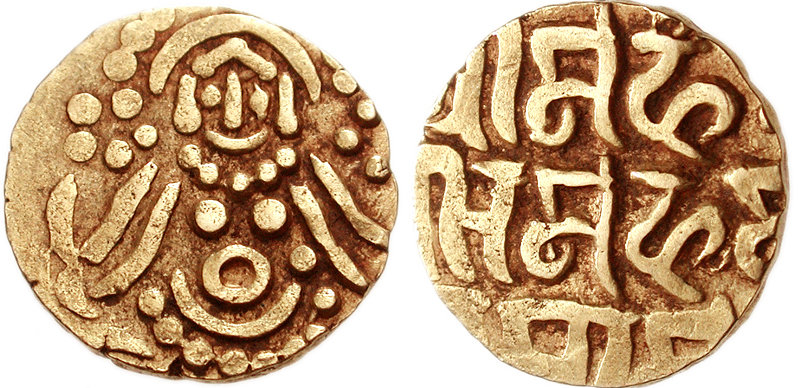
Монета Муизз ад-Дин Мухаммад.

Хусейн был уроженцем Гурзивана в Гузгане и был сыном Хармиля, военного офицера Гуридов, сыгравшего важную роль во время войны Ала ад-Дина Хусейна против газневидского правителя Бахрам-шаха.
Хусейн впервые упоминается в источниках как один из предводителей вторжений Гуридов в Индию. В 1185 году султан Муизз ад-Дин Мухаммад назначил Хусейна губернатором Сиалкота, города на севере Пенджаба. Позднее в 1194 году Хусейн вместе с другим полководцем Гуридов по имени Кутб ад-дин Айбак были лидерами вторжения в восточной части Индо-Гангской равнины. Во время вторжения они решительно разгромили правителя Нараяна и завоевали Авад. В 1198 году Хусейн вместе с принцем Гуридов, Насир ад-Дином Мухаммадом Харнаком, устроил засаду на армию кара-киданей, которая ранее разграбила северную часть Гуридского султаната.
В 1202 году брат и соправитель Муизза, Гийас ад-Дин Мухаммад, умер от болезни, и его Муизз сменил на посту лидера династии Гуридов. Однако вскоре после смерти Гийаса, хорезмшах Мухаммед II вторгся в Гуридский султанат и осадил Герат. Муизз вместе с Хусейном быстро сумел отбить нападение Мухаммеда в Герате, а затем преследовал его до Хорезма, где армия Гуридов осадила хорезмийскую столицу Гургандж.
Однако Мухаммед от отчаяния обратился за помощью к Кара-киданьскому ханству, которое послало на помощь Мухаммеду войско. Муизз из-за преследований со стороны кара-киданей был вынужден снять осаду и отступить со своей армией обратно в Гур, на свою родину. Однако позже армия Гуридов попала в засаду хорезмийцев и потерпела поражение при Андхуде в 1204 году. Хотя многие из войск Гуридов были убиты во время битвы, Муиззу удалось убежать, и Хусейну вместе со своими 5000 солдатами также удалось бежать. Позже Хусейн был назначен губернатором Герата и Талакана.

## Приход к власти и смерть
После смерти Муизза в 1206 году султанат быстро пришёл в упадок. В тот же период Хусейн провозгласил независимость от Гуридов и начал укреплять оборону Герата. Однако в 1208 году Мухаммед повторно вторгся в Гуридский султанат и вынудил Хусейна признать сюзеренитет хорезмшахов. Однако, пока Мухаммед все глубже проникал на территорию Гуридов, он потерпел поражение и попал в плен к кара-киданям, что дало Хусейну возможность тайно вести переговоры с правителем Гуридов Гийас ад-Дином Махмудом. Однако переговоры оказались безрезультатными, и Гийас послал против Хусейна армию, которая, однако, потерпела поражение.
Тем временем Мухаммед, не доверявший Хусейну, послал Изз ад-Дина Джалдика присматривать за Гератом, но тайно приказал Джалдику казнить Хусейна. Вскоре Джалдик арестовал Хусейна, но визирь Хусейна, Ходжа ас-Сахиб, быстро поднял сопротивление и перешел на сторону Гуридов. Затем Джалдик пригрозил Хвадже аль-Сахибу, убить Хусейна если он не прекратит сопротивление. Однако Ходжа продолжал сопротивляться Джалдику, который вскоре убил Хусейна.